# Guillaume Lacour
Pour les articles homonymes, voir Lacour.
Guillaume Lacour, né le 2 août 1980 à Courbevoie, est un joueur de football français, reconverti comme entraîneur.

## Biographie
Il passe son enfance dans le quartier de Montchat à Lyon et sa jeunesse à Tassin-la-Demi-Lune dans le quartier du Bois Joli, où il fait ses premières expériences du ballon rond au sein de l'équipe du Football Club du Bois Joli (FCBJ). Puis il joue à Tassin au sein du l'UODL avant de signer à l'Olympique lyonnais dont il deviendra au fil des années le capitaine emblématique et numéro 10 de l'équipe amateur. 
En 2001, il signe son premier contrat professionnel pour Strasbourg, club dans lequel il évolue toujours en 2009. Lors de la victoire du Racing sur Angers (2-0) du 23 mars 2009, Guillaume Lacour entre dans l'histoire du club en disputant son 200e match sous le maillot strasbourgeois. Il est le joueur ayant le plus porté le brassard de capitaine du club alsacien au coup d'envoi d'un match de championnat au XXIe siècle (104 fois).
En juillet 2010, il rejoint le club haut-savoyard promu en Ligue 2 d'Évian Thonon Gaillard FC, où il s'engage pour une saison (plus deux années supplémentaires en cas de maintien).
En juillet 2013, il rejoint le club aubois relégué en Ligue 2 de Troyes, où il s'engage pour deux saisons. Au terme de la saison 2014-2015, il est champion de Ligue 2 avec le club aubois et contribue à son retour dans l'élite.
En mai 2022, il est admis à la formation pour le brevet d'entraîneur formateur de football (BEFF), qui se déroulera pendant un an au CNF Clairefontaine.

## Carrière
| Saison      | Club                     | Pays   | Championnat | Championnat | Championnat | Championnat  | Championnat  |
| Saison      | Club                     | Pays   | Division    | Matchs      | Buts        | Cartons      | Cartons      |
| ----------- | ------------------------ | ------ | ----------- | ----------- | ----------- | ------------ | ------------ |
| Saison      | Club                     | Pays   | Division    | Matchs      | Buts        | Carton jaune | Carton rouge |
| 2001 - 2002 | RC Strasbourg            | France | Division 2  | 2           | 0           | ?            | ?            |
| 2002 - 2003 | RC Strasbourg            | France | Ligue 1     | 20          | 0           | ?            | ?            |
| 2003 - 2004 | RC Strasbourg            | France | Ligue 1     | 26          | 0           | ?            | ?            |
| 2004 - 2005 | RC Strasbourg            | France | Ligue 1     | 35          | 0           | ?            | ?            |
| 2005 - 2006 | RC Strasbourg            | France | Ligue 1     | 27          | 0           | ?            | ?            |
| 2006 - 2007 | RC Strasbourg            | France | Ligue 2     | 35          | 0           | ?            | ?            |
| 2007 - 2008 | RC Strasbourg            | France | Ligue 1     | 26          | 0           | 4            | 1            |
| 2008 - 2009 | RC Strasbourg            | France | Ligue 2     | 38          | 2           | 2            | 0            |
| 2009 - 2010 | RC Strasbourg            | France | Ligue 2     | 34          | 2           | 2            | 0            |
| 2010 - 2011 | Évian Thonon Gaillard FC | France | Ligue 2     | 28          | 0           | 5            | 0            |
| 2011 - 2012 | Évian Thonon Gaillard FC | France | Ligue 1     | 4           | 0           | 0            | 0            |
| 2012 - 2013 | Évian Thonon Gaillard FC | France | Ligue 1     | 18          | 0           | 1            | 0            |
| 2013 - 2014 | Troyes                   | France | Ligue 2     | 0           | 0           | 0            | 0            |

## Palmarès
Avec l'Olympique lyonnais
- Champion de France des réserves professionnelles en 2001

Avec le RC Strasbourg
- Vice-Champion de D2 en 2002
- Vainqueur de la Coupe de la Ligue en 2005

.
Avec Évian Thonon Gaillard
- Champion de France de Ligue 2 en 2011

Avec l'ES Troyes AC
- Champion de France de Ligue 2 en 2015